# غاري كوهن
غاري كوهن (بالإنجليزية: Gary Cohen)‏ (20 يناير 1984 في المملكة المتحدة - ) هو لاعب كرة قدم بريطاني في مركز الهجوم. لعب مع غريمسبي تاون ونادي واتفورد ونادي سكاربورو وسانت ألبانز سيتي ونادي ووركينغتون وGretna F.C. ‏.

## وصلات خارجية
- غاري كوهن على موقع قاعدة بيانات كرة القدم.إي يو (الإنجليزية)
- غاري كوهن على موقع Soccerbase.com (لاعب) (الإنجليزية)